# Сент-Сесиль-ле-Винь
Сент-Сеси́ль-ле-Винь (фр. Sainte-Cécile-les-Vignes, окс. Santa Celha dei Vinhas) — коммуна во французском департаменте Воклюз региона Прованс — Альпы — Лазурный Берег. Относится к кантону Боллен.

## Географическое положение
Сент-Сесиль-ле-Винь расположен в 34 км к северу от Авиньона и в 12 км к юго-востоку от Боллена. Соседние коммуны: Тюлетт и Сен-Роман-де-Мальгар на северо-востоке, Роэ и Расто на востоке, Керанн на юго-востоке, Лагард-Пареоль на юго-западе, Рошгюд на западе, Сюз-ла-Русс на северо-западе.

## Демография
| Год  | Численность | Численность |
| ---- | ----------- | ----------- |
| 2013 | 2394        |             |
| 2015 | 2445        | [ 5 ]       |
| 2016 | 2514        | [ 6 ]       |
| 2017 | 2505        | [ 7 ]       |
| 2018 | 2548        | [ 8 ]       |
| 2019 | 2591        | [ 9 ]       |
| 2020 | 2634        | [ 10 ]      |
| 2021 | 2637        | [ 11 ]      |
| 2022 | 2639        | [ 3 ]       |

## Достопримечательности
- Замок де Голифе.
- Знаменитый источник Сент-Сесиль, вода из которого бутылируется.
- Первая церковь Сент-Сесиль, 1177 год.
- Поздняя церковь Сент-Сесиль, 1854—1860 годы.
- Часовня де-ла-Президант.

## Галерея
- Первая церковь Сент-Сесиль (XII век).
- Современная приходская церковь Сент-Сесиль (XIX век).
- Часовня де-ла-Президант.